# Södra Valkebo landskommun
Södra Valkebo landskommun var en tidigare kommun i Östergötlands län.

## Administrativ historik
Den 1 januari 1952 genomfördes den första av 1900-talets två genomgripande kommunreformer i Sverige. Antalet kommuner minskades från 2498 till 1037.
Södra Valkebo bildades då genom sammanläggning av de tidigare landskommunerna Gammalkil, Nykil och Ulrika.
Den fick sitt namn efter Valkebo härad där alla landskommunerna låg.
Kommunen existerade fram till 1971, då den gick upp i Linköpings kommun, där området nu utgör den sydvästra delen.
Kommunkoden var 0520.

### Kyrklig tillhörighet
I kyrkligt hänseende tillhörde kommunen församlingarna Gammalkil, Nykil och Ulrika.

## Geografi
Södra Valkebo landskommun omfattade den 1 januari 1952 en areal av 318,78 km², varav 306,66 km² land.

### Tätorter i kommunen 1960
I Södra Valkebo landskommun fanns tätorten Ulrika, som hade 247 invånare den 1 november 1960. Tätortsgraden i kommunen var då 9,2 procent.

## Politik

### Mandatfördelning i valen 1950–1966
| 35 |

| 34 |

| 14 | 12 | 4 | 5 |

| 31 |

| 13 | 14 | 3 | 5 |

| 30 | 5 |

| 13 | 15 | 2 | 5 |

| 31 |

| 11 | 14 | 3 | 2 | 5 |

| 31 |